# 三廻
三廻（さんまわり）は、江戸幕府の役職の1つ。江戸時代において江戸市中の警備・監察を担当した町奉行所の定町廻り（定廻り）・臨時廻り・隠密廻りの3つの職掌及びそれを担当した同心のことで、廻り方（まわりかた）とも呼ばれる。

## 発足
寛文2年（1662年）の10月から翌年3月末にかけて火災防止を目的として与力4名と同心12名を昼廻・夜廻に分けて江戸市中を見回りさせた「町廻」を原型とする。その後、享保6年（1721年）からは享保の改革の一環としての風俗取締に主眼が置かれるようになった。

## 職務
当初は風俗関連法令・奢侈禁止法令違反者や賭博・買春などの摘発や風聞の探索などを行う定廻りのみで、これを担当した同心は髷は「小銀杏」、朱房の十手を背中に挿すという特殊な格好をして市中見回りに当たった。後に臨時廻り同心と隠密廻り同心が加わって三廻と呼ばれるようになる。臨時廻りには定廻りを長年勤めた者が就き、定廻りの補佐・指導が主な役目である。隠密廻り同心は他の三廻とは違って変装して江戸市中を廻り、そこで集めた町の風説を町奉行に報告するなどの諜報活動を行った。三廻の活動報告は町奉行あての「風聞書」として上申された。
三廻を担当した同心は南北両町奉行所においてそれぞれ定廻り6名、臨時廻り6名、隠密廻り2名ずつであり、南北合わせて30名にも満たない三廻で広い江戸市中の取り締まりを行うことは困難で、実際の取り締まりは三廻の支配下にあった岡っ引や地域におかれた番所（木戸番・自身番）などが担っていた。三廻の定員は時代によって多少の変動はあり、天保年間では定廻り1 - 5名、臨時廻り5 - 7名、隠密廻り2名であった。